# Gerhard Jäger (Autor)
Gerhard Jäger (* 2. April 1966 in Dornbirn; † 20. November 2018) war ein österreichischer Journalist und Schriftsteller.

## Leben
Gerhard Jäger arbeitete zunächst in der Behindertenbetreuung, als Lehrer und als Vertreter im Außendienst, bevor er eine Ausbildung zum Journalisten absolvierte. 1998 wurde er Redakteur bei der Tiroler Tageszeitung. 2007 wurde er durch einen Sturz querschnittgelähmt. Nach der Rehabilitation begann er, mithilfe eines Sprachcomputers Bücher zu schreiben. Sein Erstlingswerk Der Schnee, das Feuer, die Schuld und der Tod gelangte in die Endauswahl des Friedrich-Glauser-Preises in der Kategorie „Debüt“. Sein zweites Werk All die Nacht über uns schaffte es 2018 in die Shortlist für den Österreichischen Buchpreis.
Gerhard Jäger lebte mit seiner Frau und Tochter in Imst in Tirol. Er starb im November 2018 im Alter von 52 Jahren an den Folgen einer Hirnblutung. Er wurde in Imst in Tirol bestattet.

## Werke
- Der Schnee, das Feuer, die Schuld und der Tod. Blessing, München 2016, ISBN 978-3-641-19749-0.
- All die Nacht über uns. Picus, Wien 2018, ISBN 978-3-7117-2064-1.

## Würdigungen
- 1994: Nachwuchsstipendium des Bundesministeriums für Unterricht und Kunst
- 1996: Literaturstipendium des Landes Vorarlberg[6]